# Brits-Indisch leger

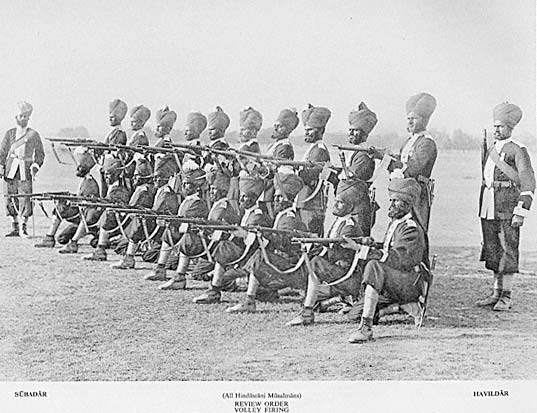
Brits-Indische troepen, ca. 1895

Het Brits-Indisch leger was de krijgsmacht van Brits-Indië tot de opdeling van het land in 1947. Het leger werd meestal aangeduid met de naam Indian Army. Het leger vervulde op verschillende momenten een belangrijke rol, niet alleen in India zelf, maar ook daarbuiten, met name tijdens de Eerste Wereldoorlog en Tweede Wereldoorlog. In Brits-Indië was het leger verantwoordelijk voor de verdediging van het Britse grondgebied, maar ook van vorstendommen die onder de Engelse protectie vielen.
Het Brits-Indische leger werd in 1895 gevormd uit drie bestaande legers, namelijk de Bengal Army, de Madras Army en de Bombay Army. Deze legers waren in de 18e en 19e eeuw in het leven geroepen door de Britse Oost-Indische Compagnie, maar vielen vanaf 1857 na de muiterij op Muiterij van Sepoy direct onder het bewind van de Britse kroon. De Indian Army mag niet verward worden met de Army of India. De Army van India bestond uit twee onderdelen, namelijk de Indian Army, bestaande uit soldaten afkomstig uit India, en uit de British Army in India, dat vooral bestond uit militairen geboren in het Verenigd Koninkrijk en direct onderdeel uitmaakte van het Britse leger.

## Voorlopers
De voorlopers van het Brits-Indische leger vochten mee in de volgende oorlogen:
- Eerste Anglo-Burmese Oorlog (1823-1826)
- Tweede Anglo-Burmese Oorlog (1852-1853)
- Derde Anglo-Burmese Oorlog (1885-1886)
- Eerste Sikhoorlog (1845-1846)
- Tweede Sikhoorlog (1848-1849)
- Eerste Anglo-Afghaanse Oorlog (1839-1842)
- Tweede Anglo-Afghaanse Oorlog (1878-1881)
- Eerste Opiumoorlog (1839-1843)
- Tweede Opiumoorlog (1856-1860)
- Expeditie naar Abyssinië (1867-1868)

## Organisatie
Het leger van de Oost-Indische Compagnie werd vooral gevormd door moslims die afkomstig waren uit de deelstaat Bengalen en hindoes van de hogere kasten uit Awadh, een regio in de provincie Uttar Pradesh. In 1857 sloot een groot deel van deze troepen zich aan bij de opstand met als doel de Mogolkeizer Bahadur Shah II aan het bewind te krijgen. Hun deelname aan de opstand was deels een gevolg van de slechte behandeling die zij kregen van de Britse officieren. Na de opstand werden de troepen van het leger geworven uit verschillende etnische groepen, met name de Rajputs, Sikhs, Gurkhas, Pashtuns, Garhwalis, Mohyals, Dogras, Jats en de Balochis.
Het hoofd van het leger was de Commander-in-Chief van India, die direct viel onder de Gouverneur-Generaal van India. Hoge posities in het Indian Army brachten minder prestige met zich mee dan een hoge positie in het Britse leger, maar ze werden wel aanzienlijk beter betaald. Britse officieren in het Indian Army werden geacht te taal te (leren) spreken van hun manschappen, in de meeste gevallen Hindi. De belangrijkste taak van het leger was om de Noordwestgrens te verdedigen in het geval van een aanval van Rusland via Afghanistan, de binnenlandse veiligheid waarborgen en deelnemen aan expeditielegers in de regio rond de Indische oceaan.
Officieren met een Indische achtergrond konden dezelfde rang halen als officieren met een Britse achtergrond. Wel hadden de rangen een andere naam. Zo was een Subedar hetzelfde als een kapitein en een Jemadar hetzelfde als een luitenant. Zij mochten echter alleen leiding geven aan Indische troepen en waren ondergeschikt aan Britse officieren. Werving ging op basis van vrijwilligheid. In de Eerste Wereldoorlog diende ongeveer 1,3 miljoen soldaten en in de Tweede Wereldoorlog meer dan 2,5 miljoen.
Het Brits-Indische leger was verdeeld in vier commando’s, het noordelijke, het oostelijke, het zuidelijke en het westelijke commando. In 1903 werden er acht divisies gevormd. Ook bleven er afdelingen bestaan die ondersteuning boden aan de lokale bestuurders, bijvoorbeeld in het geval van rellen of een (dreigende) opstand. Er was een school voor officieren in Quetta. Een van de eerste conflicten waar het nieuw gevormde leger bij betrokken raakte was de Bokseropstand in China van 1899 tot 1901.

## Eerste Wereldoorlog

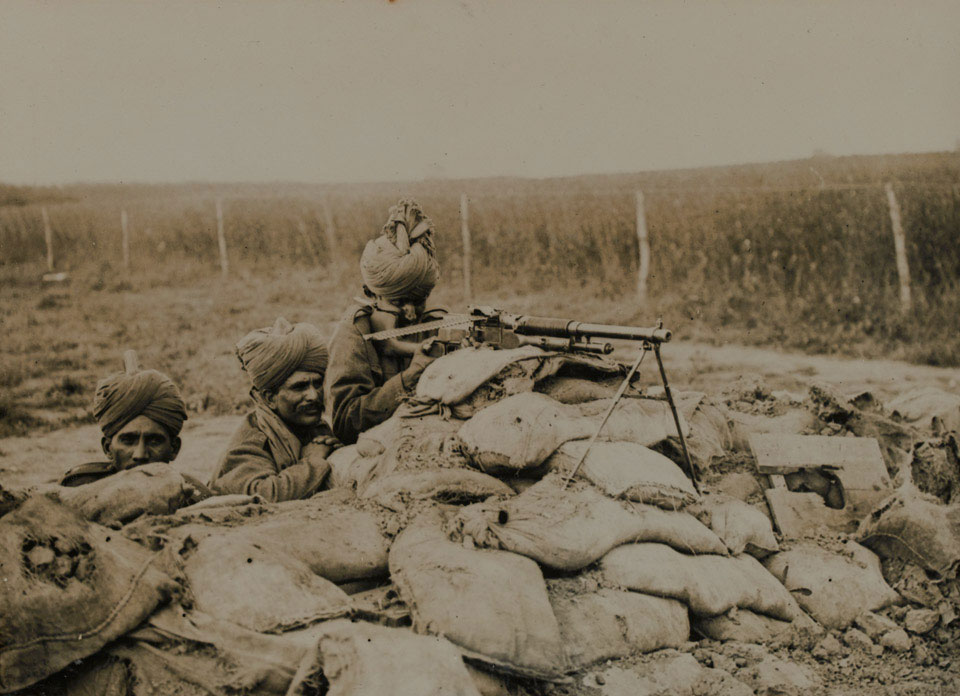
Twee Indiërs achter een Benet-Mercie-machine geweer in Vlaanderen (1914-1915)

In 1914, voor het uitbreken van de Eerste Wereldoorlog, had het leger een omvang van 155.000 manschappen. Een negende divisie was inmiddels al wel gevormd. Aan het einde van de oorlog was het leger gegroeid tot 573.000 manschappen. Een legerdivisie bestond uit drie brigades, bestaande uit vier bataljons. Drie van deze bataljons waren gevuld met Indiërs, en het vierde met Britten. Een bataljon bestond vaak uit soldaten van één etnische groep, maar de verschillende bataljons binnen een divisie bestonden weer uit verschillende etnische groepen. Het Brits-Indische leger had de beschikking over slechts een paar artillerieafdelingen Er waren wel verschillende genieafdelingen.
Voor de oorlog had de Indische regering besloten dat er twee infanteriedivisies en één cavalerie-brigade konden worden geleverd in het geval van een Europese oorlog. Uiteindelijk werden er vier divisies gestuurd, die samen het Indian Corps en het Indian Cavalry Corps vormden. In totaal zouden meer dan 140.000 manschappen dienen aan het Westfront in Frankrijk en België, waarvan 90.000 daadwerkelijk betrokken waren bij de gevechten. De andere 50.000 manschappen hadden ondersteunende functies. De Indische regering vond dat het sturen van meer troepen uiteindelijk te grote gevolgen zou hebben voor de binnenlandse veiligheid. De verschillende vorstendommen leverden ook troepen, in totaal 21.000. Zij vochten mee onder de naam Imperial Service en waren vooral actief in de campagne waarbij de Sinaï en Palestina werden veroverd.
In het begin van de oorlog sneuvelden veel Britse officieren. Dit had gevolgen voor het functioneren van het leger, want Britse officieren die de taal spraken, de gewoonten en psychologie van de Indiërs kende, konden niet makkelijk vervangen worden. Daarnaast had de vreemde westerse omgeving een negatieve invloed op sommige soldaten. Door de verliezen moest het leger zich in 1915 terug trekken van het front. Het Indian Corps werd in 1915 verscheept naar het Midden-Oosten en vocht daar voornamelijk tegen de Turken.

## Interbellum
Aan het einde van de oorlog waren er 47.746 Indiërs omgekomen of vermist. 65.126 waren gewond geraakt. In totaal zouden er 13.000 onderscheidingen worden uitgereikt, 12 soldaten ontvingen het Victoria Cross, de hoogst mogelijke onderscheiding.
Na de Eerste Wereldoorlog nam het Brits-Indische leger deel aan de burgeroorlog in de Sovjet-Unie. In datzelfde jaar vocht het leger in de Derde Anglo-Afghaanse Oorlog. In de nasleep van de Eerste Wereldoorlog werd de Indian Territorial Force en de Auxilliary Force. Deze afdelingen waren een soort van Nationale Reserve. De officieren van de Indian Territorial Force hadden meestal een Europese achtergrond, terwijl de meeste soldaten een Indische achtergrond hadden. De soldaten van de Auxilliary Force hadden vooral een Europese achtergrond.
Na de oorlog werd er ook gestart met de ver-Indisering van het leger. Veel Indische officieren ontvingen hun opleiding aan de Royal Military Academy Sandhurst en kregen dezelfde bevoegdheden als Britse officieren met dezelfde rang. Sommigen van hen werden voor een deel van hun carrière ook bij afdelingen van het Britse leger geplaatst. Vanaf 1932 ontvingen de meeste Indische officieren hun opleiding aan de nieuw gestichte Indian Military Academy in Dehradun.

## Tweede Wereldoorlog

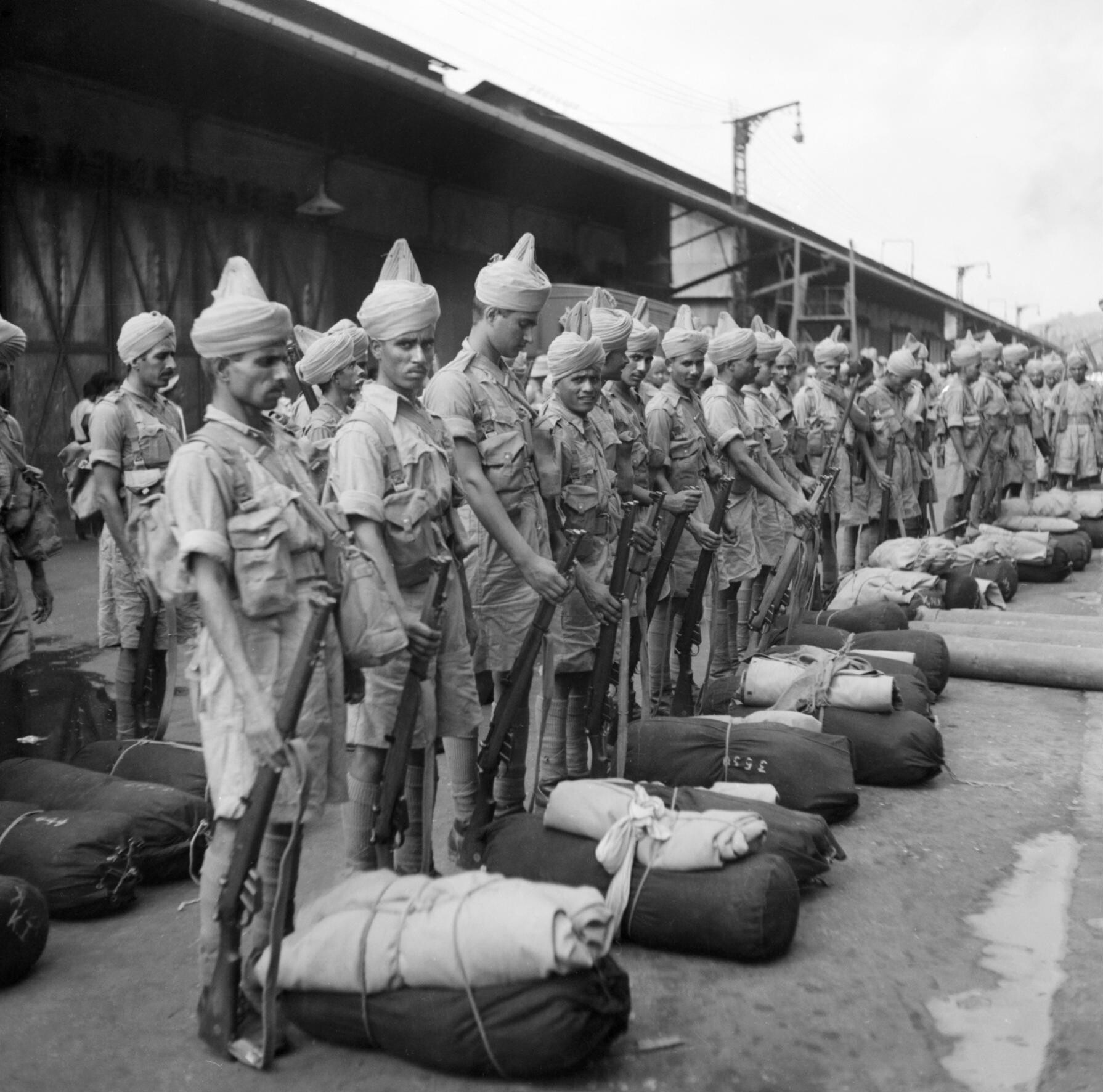
Brits-Indische troepen arriveren in Singapore

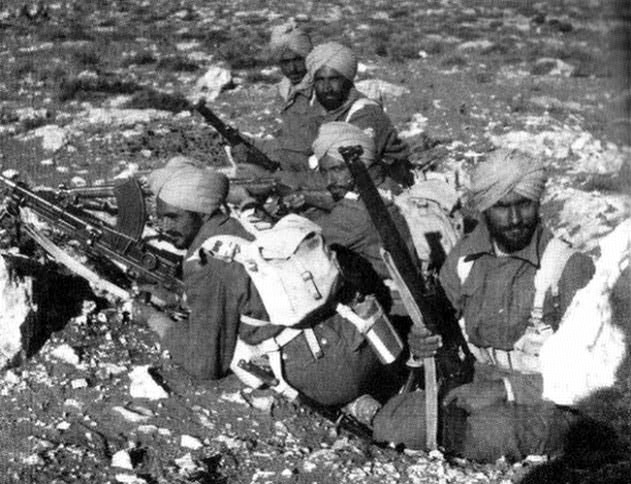
Een aantal Sikh-strijders tijdens Operatie Crusader

Ten tijde van het uitbreken van de Tweede Wereldoorlog bestond het Brits-Indische leger uit 205.000 manschappen. Tijdens de oorlog zou ze uitgroeien tot een leger met een omvang van meer dan 2,5 miljoen manschappen. Er werden 23 infanteriedivisies gevormd die samen verschillende legerkorpsen vormden. Ook werden er twee pantserdivisies en een airborne-divisie gevormd, evenals verschillende andere legerafdelingen. Het Brits-Indische leger had een zekere onafhankelijkheid. Zo maakte het Brits-Indische leger bijvoorbeeld gebruik als machinegeweer van de Vickers-Berthier, terwijl het Britse leger de Brengun gebruikte. Tijdens de oorlog verloren 87.000 Indische soldaten het leven. Dertig werden er gedecoreerd met Victoria Cross.

### Veldslagen
Indische troepen vochten in de volgende operaties mee:
- Oost-Afrikaanse Veldtocht
- Noord-Afrikaanse Veldtocht:
  - Operatie Compass
  - Operatie Battleaxe
  - Operatie Crusader
  - Eerste Slag bij El Alamein
  - Tweede Slag bij El Alamein
- Anglo-Iraakse Oorlog
- Veldtocht in Syrië-Libanon
- Brits-Sovjetse invasie van Iran
- Italiaanse Veldtocht:
  - Slag om Monte Cassino
- Slag om Hong Kong
- Slag om Malaya
- Slag om Singapore
- Campagne in Burma:
  - Slag om Kohima
  - Slag om Imphal

### Overlopers
De Duitsers en Japanners waren relatief succesvol met het werven van strijdkrachten onder de Indiasche krijgsgevangenen. Zij vormden samen het Tiger Legion en de Indian National Army. Dit werd geleid door de Indiasche nationalistische leider Subhash Chandra Bose. Bij de Slag om Malaya en de Slag om Singapore werden 55.000 Indiërs krijgsgevangen genomen. Dertigduizend van hen maakte de overstap naar het Indian National Army en vochten tegen de Britten in de Burma-campagne. Andere waren bewaker in kampen voor krijgsgevangenen. Andere gevangengenomen Indiërs die weigerden voor de Japanners te vechten werden naar Nieuw-Guinea verscheept en moesten daar dwangarbeid verrichten. Ongeveer zesduizend van hen overleefden dit en werden in de periode van 1943 tot 1945 bevrijd door Australische en Amerikaanse strijdkrachten.

## Deling van Brits-Indië
Met de opdeling van Brits-Indië in 1947 hield ook het Brits-Indische leger op te bestaan. De middelen, de eenheden, het personeel en het wapentuig werd verdeel tussen India en het Dominion van Pakistan. Twee derde daarvan ging naar India en een derde naar Pakistan. Vier Gurkharegimenten, het 2e, 6e, 7e en 10e Gurkha Rifles regiment, voegden zich bij het Britse leger op 1 januari 1948. Zij vormden de Gurkhabrigade en werden op Malakka (het schiereiland van Maleisië) gestationeerd. Zes Gurkha-regimenten traden toe tot het leger van India. Het 1e bataljon van Somerset Light Infantry verliet op 28 februari 1948 als laatste onderdeel van het Britse leger India. Veel moslims die deel uitmaakten van het Brits-Indische leger voegden zich bij het leger van Pakistan. Honderden Britse officieren dienden door een gebrek aan leidinggeven nog tot in de jaren vijftig in het leger van Pakistan. Kort na de opdeling stonden voormalige eenheden van het Brits-Indische leger al tegenover elkaar tijdens de Eerste Kasjmiroorlog.
Veel van de gebruiken en tradities van het Brits-Indische leger werden voortgezet in het leger van Pakistan, het leger van India, en in een later stadium, het leger van Bangladesh.